# 글래스고 혼수척도
글라스고우 혼수척도(Glasgow Coma Scale, GCS)는 인간의 의식 상태를 평가하기 위해 쓰이는 신경학적 평가 점수 척도이다. 눈을 뜰 수 있는지, 통증 자극을 주었을 때 사지의 반응, 언어 기능의 3가지 항목을 평가하여 점수를 매기고 이를 통해 환자의 상태를 평가한다. 1974년 글래스고 대학교의 신경외과 의사들에 의해 개발되었으며, 최초에는 외상에 의한 뇌손상에서 의식수준을 평가하기 위해 개발되었으나, 현재는 의식이 저하된 환자들을 평가하는데 광범위하게 이용된다.

## 점수 체계
글라스고우 혼수척도는 눈 뜨기(E), 언어 반응(V), 운동 기능(M)의 3가지로 이루어지며, E4V5M6을 만점으로 하여 총 3-15점 사이의 범위를 가지게 된다.
|                     | 1                   | 2                     | 3                                               | 4                                                      | 5                                     | 6                  |
| Eye(E): 개안반응    | 전혀 눈을 뜨지 않음 | 압박에 의해 눈을 뜸   | 말에 의해 눈을 뜸                               | 자발적으로 눈을 뜸                                     | N/A                                   | N/A                |
| Verbal(V): 언어반응 | 소리를 내지 못함    | 소리(신음)            | 단어                                            | 지남력이 없고 혼돈된 말을 함                           | 적절하고 지남력이 있는 상태           | N/A                |
| Motor(M): 운동반응  | 전혀 움직이지 못함  | 사지를 꼿꼿이 편 상태 | 사지의 굽히기 반응을 하나 통증 자극에 반응 없음 | 사지의 굽히기 반응을 하며 통증 자극에 굽히기 반응 있음 | 통증 자극에 반응하며 위치를 특정 가능 | 명령에 따라 움직임 |

## 같이 보기
- 분류 (의학)
- 한국형 응급환자 분류도구 (KTAS)
- 미국 국립 보건원 뇌졸중 척도 (NIHSS)